# 摩艾石像的搬遷
自從1868年，第一座摩艾石像從復活節島移走現陳列在大英博物館以來，已知共有12座摩艾從復活節島移走並留在海外。由於摩艾石像的保存、學術研究和公共教育等原因，一些摩艾石像進一步在博物館和私人收藏之間轉移。2006年，在海外80年後，從阿根廷的雷科萊塔文化中心首次遣返了一座摩艾石像。
2022年，聖地亞哥智利國家自然歷史博物館收藏的一座摩艾石像在150年後重新回到了島上。

## 博物館藏品
下表列出了博物館和收藏品中最著名的石像：
| 材料         | 高度      | 當前位置                                   | 國家   | 購買日期      | 參考文獻                       | 解說 | 圖片  |
| ------------ | --------- | ------------------------------------------ | ------ | ------------- | ------------------------------ | --- | ----- |
| 玄武岩       | 2.42公尺  | 倫敦大英博物馆                             | 英國   | 1868年11月7日 | 1869.10-5.1 失落的朋友         | 1868年由黃玉號的船員從復活節島（Rapa Nui）運出，現在在大英博物館展出。 |       |
| 玄武岩       | 1.56公尺  | 倫敦大英博物館                             | 英國   | 1868年11月7日 | 1869.10-6.1 Moai Hava          | 現存大英博物館海洋館 |       |
| 凝灰岩       | 1.85公尺  | 巴黎國家凱布朗利博物館                     | 法國   | 1872年        |                                | 過去在人類博物館展出 | \| \| |
| 拉皮利凝灰岩 | 2.24公尺  | 華盛頓特區史密森學會美国国立自然历史博物馆 | 美國   | 1886年        | E128368-0 (EISP# SI-WDC-001)   | 從阿胡奥佩佩運出。 |       |
| 凝灰岩       | 1.194公尺 | 華盛頓特區史密森學會美国国立自然历史博物馆 | 美國   | 1886年        | E128370-0 (EISP# SI-WDC-002)   | 從阿胡奥佩佩運出。 |       |
| 凝灰岩       | 1.70公尺  | 巴黎羅浮宮                                 | 法國   | 1934-35年     | MH.35.61.1                     | 1934-35年， 亨利·拉瓦什里和阿尔弗雷德·梅特罗在遠征復活節島之後， 智利政府向人類博物館贈送。                                                                                     |       |
| 紅礦渣       | 0.42公尺  | 巴黎羅浮宮                                 | 法國   | 1934-35       | MH.35.61.66                    | |       |
| 玄武岩       | 3公尺     | 布鲁塞尔皇家艺术与历史博物馆               | 比利時 | 1934-35年     | ET.35.5.340 or Pou hakanononga | 被拉瓦雪里、梅特勞和托特林探險隊移除。 |       |
| 粗面石       | 1.6公尺   | 达尼丁奧塔哥博物館                         | 紐西蘭 | 1929年        | D29.6066                       | 1881年， 亚历山大·阿里帕埃亚·萨蒙從復活節島移除該石像並登上鸚鵡螺號，運往大溪地帕皮提的布蘭德之家種植園。它們於1928年被諾曼·伯納賣給奧塔哥博物館，並於1929年4月15日抵達但尼丁。 |       |
| 凝灰岩       | 2.81公尺  | 比尼亞德爾馬考古和歷史公司博物館           | 智利   |               | 1174 (EISP# MF-VDM-001)        | |       |
| 玄武岩       |           | 比尼亞德爾馬考古和歷史公司博物館           | 智利   |               | 35-001 (EISP# MF-VDM-002)      | |       |
| 凝灰岩       | 2.94公尺  | 波利尼西亞廳考古博物館, 拉塞雷納           | 智利   |               |                                | 在歐洲展出，然後移至智利的波利尼西亞廳考古博物館。 |       |
|              |           |                                            |        |               |                                | |       |

## 真實性問題
摩艾石像的真實性問題可能永遠無法完全解決。事實上，用於雕刻頭像的岩石與形成它們的火山噴發一樣古老，因此放射性碳定年法含量的測試並無法顯示出真實性的證據。導致島上摩艾石像的製作年代無從考證，僅能確定島外的石像是由複活節島原產火山岩以此判斷。因此，確定復活節島摩艾頭像的年齡是一門藝術，而不是一門科學。專家需要他們認為使用了哪些工具做出判斷並發表意見，並試圖將製作年齡與該假說聯繫起來。這種情況意味著無法對摩艾頭像進行測試以確定真偽；然而，它們可能會被懷疑是假貨。
一個名為「亨利」並未經鑑定的摩艾頭像，目前矗立在加利福尼亞州格倫代爾的森林草坪紀念公園。它是由公園的創始人休伯特伊頓博士在20世紀上半葉獲得的。據稱，伊頓博士在與復活節島拉帕努伊漁民之間的一項合法交易中獲得了這尊摩艾石像，這些漁民使用頭部（約1米高）作為船的壓艙物。紀念公園近期沒有鑑定或測試摩埃石像的計劃。
2003年，智利政府開始調查一套15件其他復活節島文物中的兩個摩艾頭像 ——這些文物是赫南·加西亞·德·干沙路的財產，保存於在邁阿密的克羅諾斯畫廊出售。智利大學復活節島研究所的考古學家帕特里夏·巴爾加斯 (Patricia Vargas) 進行了攝影檢查後，她評論說：「它們可能是不錯的藝術品，但我懷疑任何一件都沒有約500年以上的歷史。這些雕像的切割看似是使用現代機械，而不是石器所製成的。」最先報導此次交易的智利報紙信使報與干沙路安排了一次會面，但後來因干沙路因「家庭緊急情況」而未有到場赴約。

### 複製品
1968年，一座摩艾石像（可能是摩艾35-001）從復活節島被拿走並在紐約市展出 ，作為反對在復活節島建造噴氣式加油設施的宣傳噱頭。在競選期間以及隨後前往華盛頓特區和芝加哥的巡迴演出期間，康涅狄格州北黑文的Lippincott公司收到了摩艾石像，該公司自1966年成立以來就提供了一個「提供場所供藝術家創作大型雕塑，並在運輸和安裝作品方面獲得幫助」的服務。該公司與國際古蹟基金會合作，在摩艾石像被智利政府沒收之前製作了摩艾石像的複製品，並聲稱有權在 100 個複製品上執行該作品。
摩艾石像的複製品現在也在洛杉磯縣自然歷史博物館、奧克蘭戰爭紀念館；在紐約的美國自然歷史博物館展出。
在日本九州宮崎縣的日南市，共有一組七座摩艾石像的複製品設立於日南太陽花園，這些雕像是在1996年為日南太陽花園的開放而建造和安裝的。
2000年，智利駐美國大使館向美利堅大學贈送了一座摩艾石像複製品，有一雙重建的眼睛。